# Lista de personagens de O Código da Vinci
Esta é uma lista dos personagens ficcionais do livro O Código Da Vinci, e de sua adaptação para o cinema.

## Robert Langdon
Robert Langdon é um respeitado professor de simbologia religiosa da Universidade de Harvard que estuda os símbolos e sua representatividade e influências sobre a humanidade.
Robert vai a Paris para apresentar uma palestra e durante a sua palestra acontece o assassinato do Curador do Museu do Louvre, Jacques Saunière, que queria encontrá-lo para contar sobre o Priorado de Sião. Mas um membro da Opus Dei, encarregado de impedir que Jacques informasse alguma coisa a alguém, lhe deu um tiro antes que os dois possam se encontrar. Mesmo assim, antes de falecer Jacques consegue deixar pistas para que o Professor Langdon e sua neta Sophie se conheçam e possam desvendar o mistério que existe por trás do Santo Graal.
No filme, Robert Langdon é interpretado pelo ator Tom Hanks.

## Jacques Saunière
Jacques Saunière é um curador do museu do Louvre.
Morre logo no início da história e com a sua morte, visto que este escondera um enorme segredo e que todos os que partilhavam deste segredo foram também assassinados, decidiu deixar provas à sua neta, Sophie Neveu, e a Robert Langdon. Um dos personagens chaves do livro, pois somente através de suas pistas é que a história toma seu rumo. Saunière era um profundo admirador das obras de Da Vinci e de anagramas (jogos enigmáticos que consiste em embaralhar as letras de uma determinada frase, dando a essa outro sentido).
No cinema em O Código Da Vinci o ator Jean-Pierre Marielle interpreta Jacques Saunière.

## Sophie Neveu
Sophie Neveu é uma criptologista do Departamento de Polícia Judiciária Francesa. Além de criptógrafa, ela é neta de Jacques Saunière, o Grão-Mestre do Priorado de Sião. Saunière a criou desde pequena, ensinando-a desvendar pequenos quebra-cabeças desde tenra idade. Porém, havia dez anos que Sophie se afastara do avô.
Depois de receber ajuda do simbologista Robert Langdon para desvendar uma série de mistérios em torno da natureza do Santo Graal, Sophie acaba por descobrir que faz realmente parte da linhagem sagrada, formada por descendentes de Jesus Cristo e Maria Madalena, por isso ela descobre porque estava tão envolvida no caso do Santo Graal. No fim, ela acaba reencontrando a avó e o irmão mais novo.
No cinema Sophie Neveu é interpretada pela atriz francesa Audrey Tautou.

## Leigh Teabing
Sir Leigh Teabing é um Historiador Real Britânico, um Cavaleiro da Coroa, um Mestre no Graal, e amigo do professor de Harvard Robert Langdon. Ele vive na França no Château Villette com seu criado Rémy Legaludec.
No livro de Dan Brown, Teabing apoia-se sobre muletas, enquanto que no filme, ele usa bengalas que, segundo o ator que o interpretou, Ian McKellen, se adapta melhor ao personagem.
O nome deste personagem provem do livro que inspirou Dan Brown. O Santo Graal e a Linhagem Sagrada escrito por Richard Leigh e Michael Baigent. Dan Brown utilizou o sobrenome do primeiro (Leigh) juntamente com o sobrenome do segundo (anagrama de Baigent) para dar nome à personagem Leigh Teabing.

## Silas
Silas é um numerário da Opus Dei. Ele é totalmente albino e tem olhos vermelhos. Foi salvo pelo bispo Aringarosa e é extremamente grato a ele. Acredita fervorosamente na Opus Dei e pratica a mortificação corporal.
No filme, Silas, é interpretado por Paul Bettany.

## Bezu Fache
Bezu é o delegado da polícia francesa e é simpatizante da Opus Dei. Possui gênio forte e por causa disso é conhecido como "O Touro". Ele acreditava cegamente que Robert Langdon fosse o responsável pela morte de Jacques Saunière. Bezu inicia então uma caçada a Langdon até descobrir que ele é inocente.
No filme, Jean Reno interpreta o capitão Bezu Fache.

## Bispo Manuel Aringarosa
O bispo Manuel Aringarosa é o dirigente da Opus Dei. Vivia na Espanha e era padre em uma pequena igreja, onde salvou Silas. Mais tarde fez um acordo com o Vaticano para que a Opus Dei não seja excluído da Igreja Católica. 
Durante o livro, busca o Santo Graal, contratando um homem conhecido apenas como "O Mestre" para ajudá-lo, porém não sabe das suas verdadeiras intenções, o que provocará a morte de Silas.
No filme, Aringarosa é encarnado por Alfred Molina.